# Gunnar Lindecrantz
Gunnar Arne Emanuel Lindecrantz, född 30 september 1921 i Göteborgs Gamlestads församling, död 29 januari 2005 i Högsbo församling, var en svensk friidrottare (höjdhopp).
Han tävlade för Örgryte IS. Civilt arbetade han som tulltjänsteman.

## Främsta meriter
Lindecrantz hade det svenska rekordet i höjdhopp 1946–1952. Han kom femma vid EM 1946.

## Idrottskarriär

### Höjdhopp
Lindecrantz slog igenom 1941 då han blev trea på 1,90 i matchen Idrottsförbundet-Pressen. 1944 vann han samma match.
1945 blev han trea i SM, och 1946 blev han tvåa.
Den 11 juli 1946 förbättrade Lindecrantz Åke Ödmarks svenska rekord i höjdhopp från 1941 (2,00), genom att i Prag hoppa 2,01. Rekordet skulle han få behålla till 1952 då Gösta Svensson slog det (han hoppade 2,02). 
Senare samma år (1946) deltog han i Oslo vid de tredje europamästerskapen i friidrott, där han kom femma på 1,93.

### Övrigt
Lindecrantz var även bra i stående hopp. 1948 vann han det inofficiella SM i höjdhopp utan ansats, med resultatet 1,55. I stående längdhopp kom han tvåa.